# Condado de Bielsk
Nota linguística: Não confundir hrabstwo (condado) com powiat (divisão administrativa)..
Bielsk (em polonês: powiat bielski) é um powiat (condado) da Polônia, na voivodia da Podláquia. A sede do condado é a cidade de Bielsk Podlaski. Estende-se por uma área de 1385,2 km², com 60 554 habitantes, segundo o censo de 2005, com uma densidade de 43,72 hab/km².

## Divisões admistrativas
O condado possui:
Comunas urbanas: Bielsk Podlaski, Brańsk
Comunas rurais: Bielsk Podlaski, Boćki, Brańsk, Orla, Rudka, Wyszki
Cidades: Bielsk Podlaski, Brańsk

## Demografia
População (dados de 30 de Junho de 2005):
|          | Total   | Total | Mulheres | Mulheres | Homens  | Homens |
| -------- | ------- | ----- | -------- | -------- | ------- | ------ |
|          | pessoas | %     | pessoas  | %        | pessoas | %      |
| Total    | 60 554  | 100   | 30 740   | 50,8     | 29 814  | 49,2   |
| Cidades  | 30 671  | 100   | 15 857   | 51,7     | 14 814  | 48,3   |
| Povoados | 29 883  | 100   | 14 883   | 49,8     | 15 000  | 50,2   |